# La Portella (Avinyó)
Mas la Portella és una masia d'Avinyó (Bages) protegida com a Bé Cultural d'Interès Local.

## Descripció
Masia de planta rectangular amb coberta a doble vessant i amb el carener paral·lel a la façana principal orientada a migdia. En aquesta façana es varen obrir quatre balconades. A llevant hi ha una façana porxada formada per dos nivells d'arcs de mig punt. Totes aquestes obertures són relativament modernes (segle XVIII-XIX) mentre que la masia es més antiga (probablement segle XVII) sobretot atenent a la seva planta poc evolucionada. A l'entorn de la casa hi ha les dependències pel bestiar i els conreus.